# Grand Prix moto d'Afrique du Sud 1983
Le  Grand Prix moto d'Afrique du Sud 1983 est la première manche du Championnat du monde de vitesse moto 1983. La compétition s'est déroulée du 17 au 19 mars 1983 sur le Circuit de Kyalami.
C'est la 1e édition du Grand Prix moto d'Afrique du Sud.

## Classement 500 cm3
| Pos  | Pilote               | Constructeur | Temps/Écart   | Points |
| ---- | -------------------- | ------------ | ------------- | ------ |
| 1    | Freddie Spencer      | Honda        | 43 min 58 s 5 | 15     |
| 2    | Kenny Roberts        | Yamaha       | +7 s 2        | 12     |
| 3    | Ron Haslam           | Honda        | +13 s 3       | 10     |
| 4    | Marc Fontan          | Yamaha       | +13 s 5       | 8      |
| 5    | Randy Mamola         | Suzuki       | +28 s 4       | 6      |
| 6    | Franco Uncini        | Suzuki       | +37 s 7       | 5      |
| 7    | Raymond Roche        | Honda        | +41 s 5       | 4      |
| 8    | Eddie Lawson         | Yamaha       | +42 s 4       | 3      |
| 9    | Marco Lucchinelli    | Honda        | +45 s 4       | 2      |
| 10   | Barry Sheene         | Suzuki       | +1 min 8 s 3  | 1      |
| 11   | Loris Reggiani       | Suzuki       | +1 tour       |        |
| 12   | Sergio Pellandini    | Suzuki       | +1 tour       |        |
| 13   | Maurizio Massimiani  | Honda        | +1 tour       |        |
| 14   | Fabio Biliotti       | Honda        | +1 tour       |        |
| 15   | Virginio Ferrari     | Cagiva       | +1 tour       |        |
| 16   | Jonnie Ekerold       | Cagiva       | +1 tour       |        |
| 17   | Gary Lingham         | Suzuki       | +1 tour       |        |
| 18   | Steve Parrish        | Yamaha       | +1 tour       |        |
| 19   | Alfons Ammerschlager | Suzuki       | +1 tour       |        |
| Abd. | Guido Paci           | Honda        | Abandon       |        |
| Abd. | Leandro Becheroni    | Suzuki       | Abandon       |        |
| Abd. | Chris Guy            | Suzuki       | Abandon       |        |
| Abd. | Takazumi Katayama    | Honda        | Abandon       |        |
| Abd. | Michel Frutschi      | Honda        | Abandon       |        |
| Abd. | Boet van Dulmen      | Suzuki       | Abandon       |        |
| Abd. | Gustav Reiner        | Suzuki       | Abandon       |        |

## Classement 250 cm3
| Pos  | Pilote                 | Constructeur | Temps/Écart   | Points |
| ---- | ---------------------- | ------------ | ------------- | ------ |
| 1    | Jean-François Baldé    | Chevallier   | 43 min 27 s 2 | 15     |
| 2    | Didier de Radigues     | Chevallier   | +0 s 05       | 12     |
| 3    | SiHervé Guilleux       | Kawasaki     | +0 s 05       | 10     |
| 4    | Patrick Fernandez      | Bartol       | +10 s 7       | 8      |
| 5    | Jacques Cornu          | Yamaha       | +12 s 2       | 6      |
| 6    | Manfred Herweh         | Rotax Real   | +12 s 2       | 5      |
| 7    | Carlos Lavado          | Yamaha       | +20 s 0       | 4      |
| 8    | Martin Wimmer          | Yamaha       | +21 s 7       | 3      |
| 9    | Thierry Rapicault      | Yamaha       | +21 s 8       | 2      |
| 10   | Ivan Palazzese         | Yamaha       | +25 s 4       | 1      |
| 11   | Thierry Espié          | Chevallier   | +1 tour       |        |
| 12   | Roland Freymond        | Armstrong    | +1 tour       |        |
| 13   | Jean-Louis Guignabodet | Yamaha       | +1 tour       |        |
| 14   | Sito Pons              | JJ Cobas     | +1 tour       |        |
| 15   | Tony Head              | Armstrong    | +1 tour       |        |
| 16   | Christian Estrosi      | Pernod       | +1 tour       |        |
| 17   | Paolo Ferretti         | MBA          | +1 tour       |        |
| 18   | Robbie Petersen        | Yamaha       | +1 tour       |        |
| 19   | Massimo Broccoli       | Yamaha       | +1 tour       |        |
| Abd. | Alan Carter            | Yamaha       | Abandon       |        |
| Abd. | Dave Petersen          | Rotax        | Abandon       |        |
| Abd. | Mario Rademeyer        | Yamaha       | Abandon       |        |
| Abd. | Christian Sarron       | Yamaha       | Abandon       |        |
| Abd. | Jacques Bolle          | Yamaha       | Abandon       |        |
| Abd. | Bernard Fau            | Yamaha       | Abandon       |        |
| Abd. | Alan North             | Yamaha       | Abandon       |        |
| Abd. | Carlos Cardùs          | JJ Cobas     | Abandon       |        |
| Abd. | Jean-Louis Tournadre   | Yamaha       | Abandon       |        |